# Włodzimierz Markiewicz (lekarz weterynarii)
Włodzimierz Markiewicz – polski lekarz weterynarii, doktor habilitowany nauk weterynaryjnych, profesor na Uniwersytecie Warmińsko-Mazurskim w Olsztynie, specjalista od farmakologii weterynaryjnej oraz fizjologii zwierząt.

## Kariera naukowa
W 1991 roku na Akademii Rolniczo-Technicznej w Olsztynie uzyskał tytuł lekarza weterynarii. W 1999 roku został zatrudniony na Uniwersytecie Warmińsko-Mazurskim w Olsztynie, gdzie w 2001 roku na jego Wydziale Medycyny Weterynaryjnej uzyskał stopień doktora nauk weterynaryjnych na podstawie rozprawy pt. Analiza udziału neuropeptydu Y w regulacji przepływu krwi przez tętnicę jajnikową świni, której promotorem był Jerzy Kaleczyc.  2017 roku ten sam wydział nadał mu stopień doktora habilitowanego nauk weterynaryjnych na podstawie pracy pt. Wpływ wybranych substancji aktywnych biologicznie na kurczliwość mięśniówki gładkiej macicy świni w fazie lutealnej i wczesnej ciąży.